# Arlecdon and Frizington
Arlecdon and Frizington – civil parish w Anglii, w Kumbrii, w dystrykcie (unitary authority) Cumberland. W 2001 miejscowość liczyła 3678 mieszkańców.